# سوا (ناغانو)
سوا (باليابانية: 諏訪市 سوا-شي) هي مدينة في محافظة ناغانو، اليابان. تأسست المدينة في 10 أغسطس من عام 1941 نتيجة اندماج بلدة وقرية، وتطل مدينة سوا على بحيرة سوا.
ويقدر عدد سكانها بـ 51071 نسمة حسب تقدير مكتب الإحصاء الياباني في 1 مارس 2011. تبلغ مساحة أوكايا 	109.06 كم2. بكثافة سكانية تبلغ 468 نسمة/كم2.
تعتبر منطقة مدينة سوا منطقة صناعية هامة في محافظة ناغانو، ويطلق عليها اسم «سويسرا الشرق» لتطور الصناعة الدقيقة وصناعة الساعات فيها، حيث أن المقر الرئيسي لشركة سيكو إبسون يقع في هذه المدينة.

## المناخ
يظهر الجدول التالي التغييرات المناخية على مدار السنة لسوا:
| البيانات المناخية لـسوا           | البيانات المناخية لـسوا | البيانات المناخية لـسوا | البيانات المناخية لـسوا | البيانات المناخية لـسوا | البيانات المناخية لـسوا | البيانات المناخية لـسوا | البيانات المناخية لـسوا | البيانات المناخية لـسوا | البيانات المناخية لـسوا | البيانات المناخية لـسوا | البيانات المناخية لـسوا | البيانات المناخية لـسوا | البيانات المناخية لـسوا |
| الشهر                             | يناير                   | فبراير                  | مارس                    | أبريل                   | مايو                    | يونيو                   | يوليو                   | أغسطس                   | سبتمبر                  | أكتوبر                  | نوفمبر                  | ديسمبر                  | المعدل السنوي           |
| --------------------------------- | ----------------------- | ----------------------- | ----------------------- | ----------------------- | ----------------------- | ----------------------- | ----------------------- | ----------------------- | ----------------------- | ----------------------- | ----------------------- | ----------------------- | ----------------------- |
| متوسط درجة الحرارة الكبرى °م (°ف) | 3.2 (37.8)              | 4.0 (39.2)              | 8.3 (46.9)              | 15.8 (60.4)             | 20.9 (69.6)             | 23.7 (74.7)             | 27.3 (81.1)             | 28.7 (83.7)             | 23.7 (74.7)             | 17.5 (63.5)             | 12.1 (53.8)             | 6.4 (43.5)              | 16.0 (60.7)             |
| المتوسط اليومي °م (°ف)            | −2.0 (28.4)             | −1.4 (29.5)             | 2.5 (36.5)              | 9.5 (49.1)              | 14.7 (58.5)             | 18.5 (65.3)             | 22.3 (72.1)             | 23.2 (73.8)             | 18.8 (65.8)             | 12.0 (53.6)             | 6.4 (43.5)              | 1.1 (34.0)              | 10.5 (50.8)             |
| متوسط درجة الحرارة الصغرى °م (°ف) | −6.8 (19.8)             | −6.3 (20.7)             | −2.5 (27.5)             | 3.9 (39.0)              | 9.1 (48.4)              | 14.3 (57.7)             | 18.6 (65.5)             | 19.3 (66.7)             | 15.0 (59.0)             | 7.6 (45.7)              | 1.6 (34.9)              | −3.5 (25.7)             | 5.9 (42.6)              |
| الهطول مم (إنش)                   | 39.4 (1.55)             | 56.0 (2.20)             | 83.9 (3.30)             | 109.4 (4.31)            | 109.8 (4.32)            | 200.8 (7.91)            | 214.2 (8.43)            | 129.4 (5.09)            | 183.9 (7.24)            | 100.2 (3.94)            | 65.3 (2.57)             | 35.1 (1.38)             | 1٬327٫4 (52.24)         |
| متوسط تساقط الثلوج سم (إنش)       | 23 (9.1)                | 30 (12)                 | 16 (6.3)                | 1 (0.4)                 | 0 (0)                   | 0 (0)                   | 0 (0)                   | 0 (0)                   | 0 (0)                   | 0 (0)                   | 1 (0.4)                 | 8 (3.1)                 | 79 (31.3)               |
| متوسط الرطوبة النسبية (%)         | 72                      | 72                      | 69                      | 67                      | 68                      | 75                      | 78                      | 76                      | 79                      | 78                      | 75                      | 73                      | 74                      |
| ساعات سطوع الشمس الشهرية          | 178.9                   | 167.1                   | 196.0                   | 191.8                   | 213.2                   | 160.2                   | 168.4                   | 196.4                   | 140.9                   | 154.3                   | 158.3                   | 170.5                   | 2٬096                   |
| المصدر: NOAA (1961-1990)          |                         |                         |                         |                         |                         |                         |                         |                         |                         |                         |                         |                         |                         |

## توأمة
لسوا (ناغانو) اتفاقيات توأمة مع كل من:
- سانت لويس
- إتو
- تايتو
- هادانو
- إكي
- Wörgl [الإنجليزية]‏
- Kundl [الإنجليزية]‏
- امبواز

## أعلام
- ميه أوهارا
- جورج إيدا
- أكيرا يامادا
- أكيكو ايواموتو
- أكيرا كينوشيتا